# Michael Redgrave
Sir Michael Scudamore Redgrave CBE (Bristol, 20 de març de 1908 - Denham, 21 de març de 1985) fou un actor i director anglès.

## Biografia
Michael Scudamore Redgrave neix el 1908 a Bristol en una família de gent de teatre. Després d'haver fet els seus estudis a Cambridge, entra en l'ensenyament però abandona ràpidament aquesta via per orientar-se cap al teatre. Hi farà carrera tota la seva vida com a actor, escenògraf i dramaturg i és a partir dels anys 1930 que aborda el cinema. És Alfred Hitchcock que li dona el seu primer gran paper a The Lady Vanishes el 1938, única pel·lícula que rodarà amb el director britànic. És un inquietant ventríloc a la pel·lícula d'esquetxos Dead of night co-realitzat per Alberto Cavalcanti. El 1947, és molt convincent a Mourning Becomes Electra de Dudley Nichols, que li val una nominació als Oscar. Destaca com a professor incomprès a The Browning Version d'Anthony Asquith el 1951, així com en el personatge de Jack Worthing a The Importance of Being Earnest d'Anthony Asquith el 1952 d'Oscar Wilde. Tanmateix, a partir dels anys 1960, no té més que papers bastant secundaris (Yeats a Young Cassidy o narrador a The Go-Between de Joseph Losey).
Afectat d'una forma de la malaltia de Parkinson, acaba tota activitat professional a mitjans dels anys 1970, i mor el 21 de març de 1985, l'endemà del seu 77è aniversari.
Sir Michael Redgrave és el pare de Vanessa Redgrave i l'avi de Natasha Richardson (esposa de Liam Neeson) i de Joely Richardson, actrius totes dues.

## Distincions
Redgrave va ser nominat Commander of the Order of the British Empire (CBE) el 1952. I cavaller, el 1959.

## Filmografia
- 1936: Army captain
- 1938: The Lady Vanishes d'Alfred Hitchcock: Gilbert Redman
- 1938: Climbing High: Nicky Brooke
- 1939: Twelfth Night (TV): Sir Andrew Aguecheek
- 1939: Stolen Life: Alan MacKenzie
- 1940: The Stars Look Down  de Carol Reed: Davey Fenwick
- 1940: The Big Blockade: Rus
- 1940: A Window in London: Peter
- 1941: Kipps: Arthur Kipps
- 1941: Jeannie: Stanley Smith
- 1941: Atlantic Ferry: Charles MacIver
- 1943: Thunder Rock: David Charleston
- 1945: The Way to the Estrelles: Tinent David Archdale
- 1945: Dead of Night d'Alberto Cavalcanti: 'el ventríloc a l'esquetx Ventriloquist's Dummy
- 1946: Fame Is The Spur: Hamer Radshaw
- 1946: The Captive Heart: Capità Karel Hasek, àlies Geoffrey Mitchell
- 1946: The Years Between: Michael Wentworth
- 1947: The Man Within: Richard Carlyon
- 1947: Mourning becomes Electra: Orin Mannon
- 1948: Secret Beyond the Door... de Fritz Lang: Mark Lamphere
- 1951: La versió Browning (The Browning Version) d'Anthony Asquith: Andrew Crocker-Harris
- 1951: The Magic Box: Mr. Lege
- 1952: La importància de ser franc (The Importance of Being Earnest): Jack Worthing
- 1954: The Green Scarf: Maitre Deliot
- 1954: The Dam Busters de Michael Anderson: Dr. Barnes N. Wallis, CBE, FRS
- 1954: The Sea Shall Not Have Them: Air Commodore Waltby
- 1955: The Night My Number Came Up: Air Marshal Hardie
- 1955: Mr. Arkadin d'Orson Welles: Burgomil Trebitsch
- 1955: Oh... Rosalinda!!: Coronel Eisenstein
- 1956: 1984 de Michael Anderson: el General O'Brien
- 1957: Time Without Pity de Joseph Losey: David Graham
- 1957: The Happy Road de Gene Kelly: El General Medworth
- 1958: Behind The Mask: Arthur Benson Gray
- 1958: The Quiet American de Joseph Leo Mankiewicz: Thomas Fowler
- 1958: Law And Disorder: Percy Brand
- 1959: Shake Hands with the Devil: El General
- 1959: Misteri en el vaixell perdut (The Wreck of the Mary Deare) de Michael Anderson: Mr. Nyland
- 1961: No My Darling Daughter: Sir Matthew Carr
- 1961: The Innocents de Jack Clayton: L'oncle
- 1962: Shakespeare: Soul of an Age: Macbeth
- 1962: The Loneliness of the Long Distance Runner de Tony Richardson: Ruxton Towers, el director del centre
- 1963: Uncle Vanya: Oncle Vanya
- 1963: Hedda Gabler (TV): George Tesman
- 1964: The Great War (sèrie TV): El narrador (veu)
- 1965: El somiador rebel (Young Cassidy): W.B. Yeats
- 1965: The Hill de Sidney Lumet: El metge-oficial
- 1965: Els herois de Telemark (The Heroes of Telemark) d'Anthony Mann: L'oncle
- 1966: Alice in Wonderland (TV): Caterpillar
- 1967: L'hora 25 (La Vingt-cinquième heure) d'Henri Verneuil: L'advocat de la defensa
- 1968: Mr. Dickens of London (TV): Charles Dickens
- 1968: Monsieur Barnett (TV): Monsieur Barnett
- 1968: Assignment K de Val Guest: Harris
- 1968: Heidi (TV): L'avi d'Heidi
- 1968: The World Of Beachcomber (sèrie TV): Varis (1968)
- 1969: Oh! What a Lovely War: El General Sir Henry Wilson
- 1969: La batalla d'Anglaterra (Battle of Britain) de Guy Hamilton: Vice Marshal Evill
- 1969: Goodbye, Mr. Chips: L'amo
- 1969: David Copperfield (TV): Dan Peggotty
- 1970: Connecting Rooms: James Wallraven
- 1970: Goodbye Gemini: James Harrington-Smith
- 1970: El missatger (The Go-Between) de Joseph Losey: Leo Colston
- 1971: Nicholas and Alexandra de Franklin J. Schaffner: Sazonov
- 1971: Conte de Nadal (A Christmas Carol): El narrador
- 1972: The Last Target: Erik Fritsch
- 1973: Dr. Jekyll and Mr. Hyde (TV): Danvers
- 1975: Rime of the Ancient Mariner: El vell mariner

## Guardons

### Premis
- 1951: Premi a la interpretació masculina (Festival de Canes) per The Browning Version

### Nominacions
- 1948: Oscar al millor actor pel seu paper d'Orin Mannon a Mourning Becomes Electra de Dudley Nichols
- 1956: BAFTA al millor actor britànic per The Night My Number Came Up
- 1958: BAFTA al millor actor britànic per Time Without Pity